# Вагноман, Йоша
Йоша Мамаду Карабуэ Вагноман (нем. Josha Mamadou Karaboue Vagnoman; родился 11 декабря 2000 года в Гамбурге, Германия) — немецкий футболист ивуарийского происхождения, защитник клуба «Штутгарт». Выступал за сборную Германии.

## Клубная карьера
Вагноман — воспитанник клуба «Гамбург». В 2018 году Йоша был включён в заявку основной команды. 10 марта в матче против «Баварии» он дебютировал в Бундеслиге. Перед началом сезона 2018/19 Вангноман продлил контракт с клубом до 30 июня 2021 года. 22 сентября 2019 года в поединке против «Эрцгебирге» Йоша забил свой первый гол за «Гамбург». В апреле 2020 года «Гамбург» досрочно продлил контракт с футболистом до июня 2024 года.

## Карьера в сборной
В 2017 году Вангоман в составе юношеской сборной Германии принял участие в юношеском чемпионате мира в Индии. На турнире он сыграл в матчах против команд Гвинеи, Колумбии и Бразилии.
В 2021 году в составе молодёжной сборной Германии Вагноман стал победителем молодёжного чемпионата Европы в Венгрии и Словении. На турнире он сыграл в матчах против команд Дании, Венгрии, Нидерландов и Румынии.

## Достижения
«Штутгарт»
- Обладатель Кубка Германии: 2024/25

Международные
 Германия (до 21)
- Победитель молодёжного чемпионата Европы — 2021